# Альфа-субъединица G-белка

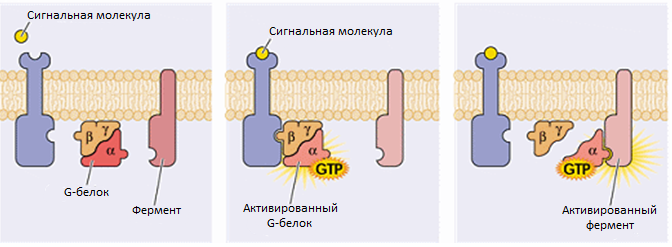
Схема действия G-белка.

Гуанин-нуклеотид-связывающие белки (так называемые G-белки) — мембранно-связанные гетеротримерные белки, состоящие из трёх субъединиц, называемых «альфа», «бета» и «гамма» (Gα, Gβ, Gγ). Гетеротримерные G-белки и связанные с ними G-белок-связанные рецепторы (GPCR) являются одной из самых распространённых внутриклеточных сигнальных систем в клетках животных, особенно млекопитающих. Они регулируют очень широкий круг процессов, таких, как сенсорные ощущения (зрение, вкус, обоняние), рост, развитие, дифференцировку и размножение клеток, секрецию гормонов.
На клеточной поверхности связывание гормонов и нейротрансмиттеров с GPCR активирует рецептор, вызывая конформационные переходы, которые в свою очередь активируют G-белок, расположенный на внутренней поверхности клеточной мембраны. Активация G-белка заставляет ГДФ отсоединиться от его α-субъединицы, а её место занимает ГТФ. Связывание ГТФ вновь приводит к изменению конформации α-субъединицы, что позволяет связанному с рецептором гетеротримеру G-белка (неактивная форма) отсоединиться от него и диссоциировать на активную ГТФ-связанную α-субъединицу и βγ-гетеродимер. α-субъединица и βγ-гетеродимер активируют расположенные ниже эффекторы, таки как аденилатциклаза, фосфодиэстераза, фосфолипазу C и ионные каналы. Эти эффекторы в свою очередь повышают или понижают внутриклеточные концентрации вторичных мессенджеров, например: цАМФ, диацилглицерол, натрий или кальций, которые в конечном итоге приводят к формированию физиологического ответа, обычно через изменение транскрипции генов. Цикл завершается гидролизом связанной с альфа-субъединицей ГТФ до ГДФ, что приводит к реассоциации α-субъединицы и βγ-гетеродимера и последующему связыванию гетеротримера G-белка с рецептором. Длительность сигнала от G-белок-связанного рецептора зависит от стабильности ГТФ-связанной α-субъединицы, которая может регулироваться через белки RGS (англ. regulator of G protein signalling) или посттрансляционными модификациями.
Существует несколько изоформ каждой субъединицы, многие из которых имеют несколько сплайсинговых вариантов, что в сумме делает возможным образование тысяч различных G-белков. Определённая комбинация субъединиц в каждом гетеротримере G-белка влияет не только на то, с каким рецептором он может связаться, но также и на активируемые им эффекторы, что делает возможным направленный физиологический ответ для каждого типа стимулов. На одной или нескольких субъединицах G-белка имеют липидные модификации, которые направляют их в определённую область на цитоплазматической мембране и вносят свой вклад в белок-белковое взаимодействие.
Семейство состоит из субъединиц Gα, которые являются слабыми ГТФазами. G-белки обычно классифицируют в соответствии с их первичной структурой и функцией их субъединиц Gα, которые у млекопитающих подразделяются на несколько подтипов: Gsα, Gqα, Giα, трансдуцин, густдуцин и G12α; существует также несколько классов α-субъединиц растений и грибов. Каждая α-субъединица состоит из двух доменов: ГТФ-связывающего домена и спирального вставочного домена. ГТФ-связывающий домен гомологичен Ras-подобным малым ГТФазам, и включает в себя два региона переключения I и II, которые осуществляют изменение конформации в момент активации G-белка. Переключатели представляют собой петли α-спиралей с конформацией, чувствительной к гуаниновым нуклеотидам. Спиральный вставочный домен расположен между ГТФ-связывающим доменом перед  переключателем I и присущ только G-белкам. Он функционирует как изолятор для гуанинового нуклеотида от взаимодействия с ГТФ-связывающим доменом и абсолютно необходим для диссоциации нуклеотида.